# Romagne (Vienne)
Romagne ist eine französische Gemeinde mit 803 Einwohnern (Stand: 1. Januar 2022) im Arrondissement Montmorillon, im Département Vienne in der Region Nouvelle-Aquitaine (vor 2016: Poitou-Charentes); sie ist Teil des Kantons Lusignan (bis 2015: Kanton Couhé). Die Einwohner werden Romagnons genannt.

## Geographie
Romagne liegt etwa 35 Kilometer südlich von Poitiers. Der Clain begrenzt die Gemeinde im Norden. Umgeben wird Romagne von den Nachbargemeinden Champagné-Saint-Hilaire im Norden, Sommières-du-Clain im Osten, Saint-Romain im Südosten, Champniers im Süden, Blanzay im Süden und Südwesten, Brux im Westen und Südwesten sowie Vaux im Nordwesten.

## Bevölkerungsentwicklung
| Jahr                      | 1962 | 1968 | 1975 | 1982 | 1990 | 1999 | 2006 | 2013 |
| Einwohner                 | 1223 | 1101 | 1006 | 910  | 806  | 830  | 869  | 844  |
| Quelle: Cassini und INSEE |      |      |      |      |      |      |      |      |

## Sehenswürdigkeiten

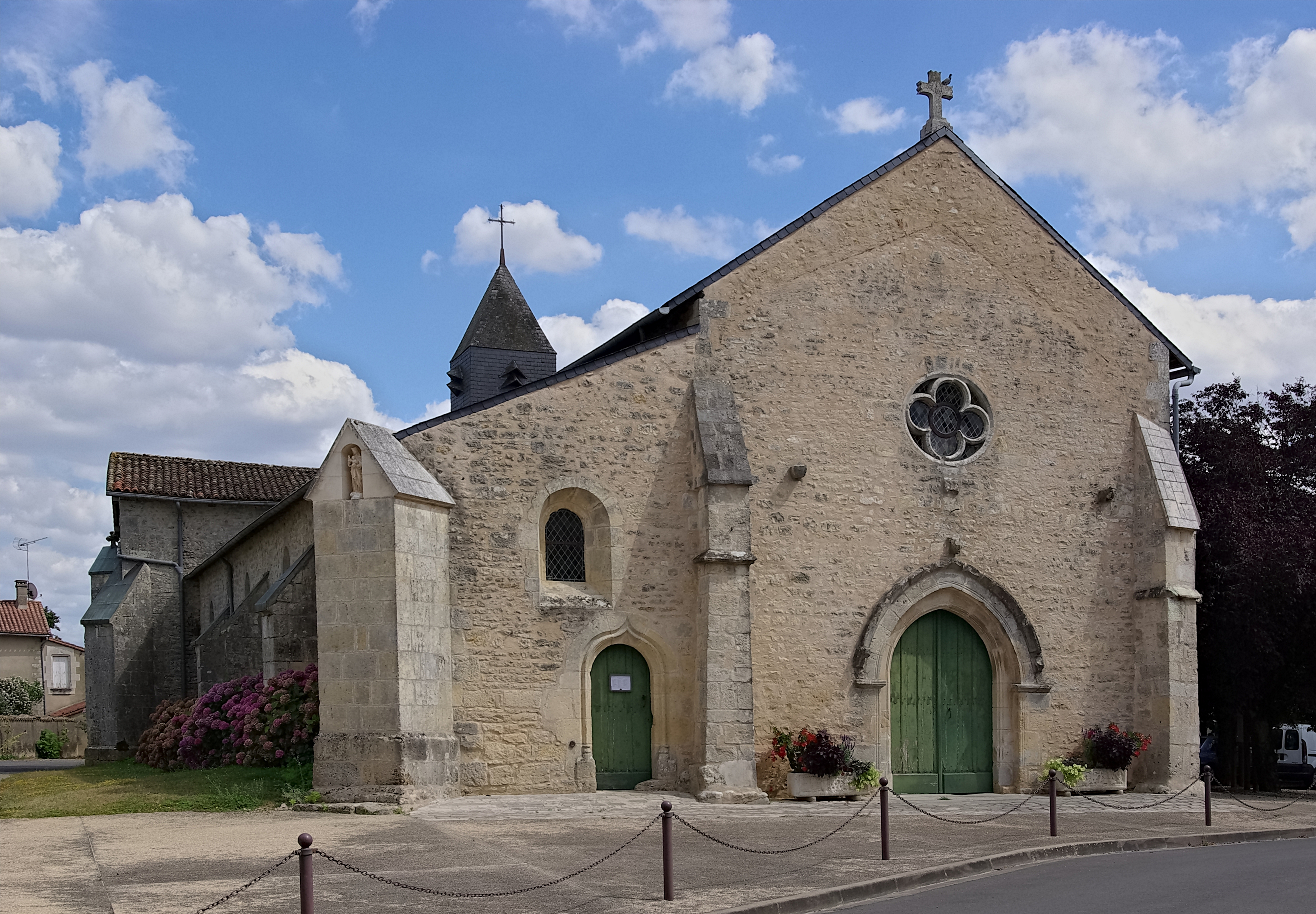
Kirche Saint-Laurent

- Kirche Saint-Laurent, teilweise aus dem 11./12. Jahrhundert, Umbauten aus dem 14. Jahrhundert, Monument historique (siehe auch: Liste der Monuments historiques in Romagne (Vienne))
- Haus La Syrène aus dem 18. Jahrhundert
- Zoologischer Garten (La Vallée des Singes)